# Praia Pesqueira
A Praia Pesqueira é uma praia do Arquipélago de São Tomé e Príncipe, localiza-se a Este da ilha de São Tomé entre a Praia Capitango e a Praia da Azeitona, junto à localidade Dona Augusta.